# Veritech

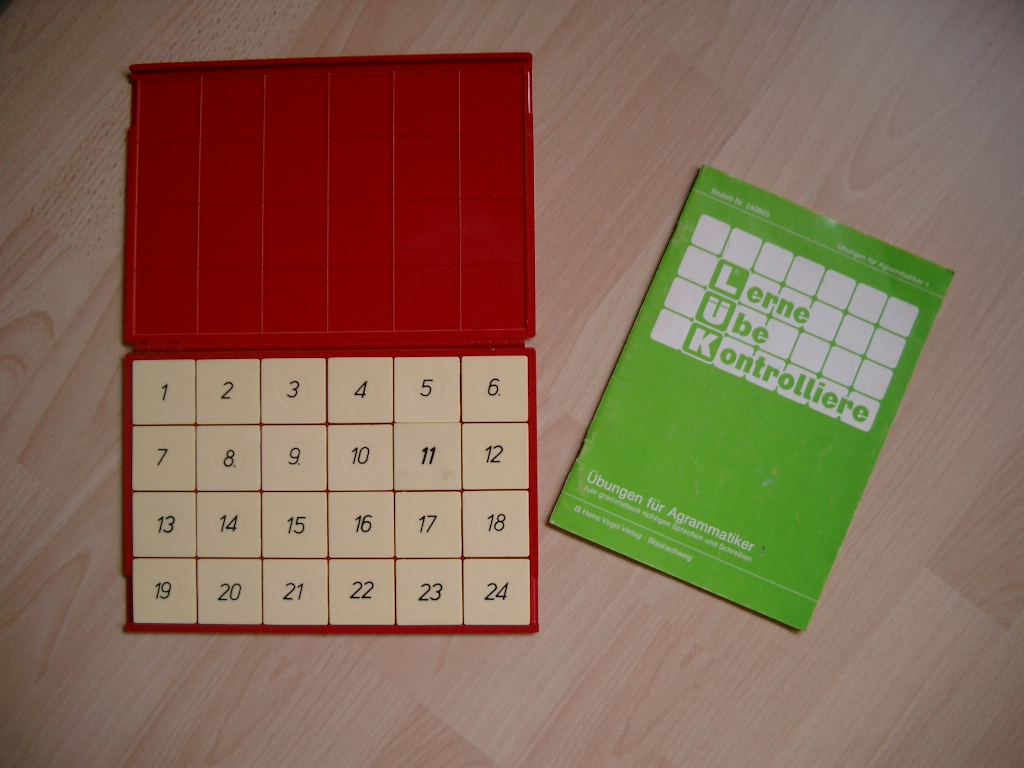
Boîtier Veritech avec livret

Veritech est un outil d'apprentissage ludique qui permet aux apprenants de vérifier eux-mêmes l'exactitude de leurs réponses. Il y a différentes séries de tâches, de la maternelle au secondaire. Il s'agit de l'adaptation francophone de LÜK, acronyme allemand qui signifie "lernen, üben, kontrollieren" (apprendre, pratiquer, contrôler).

## Histoire
Cet outil d'apprentissage a été inventé en 1967 par l'allemand Henri Vogel (1919-1980) et est encore utilisé avec succès aujourd'hui à la maison, dans les écoles maternelles, primaires et secondaires. En France, Veritech est édité par les Éditions SED et au Canada par Brault & Bouthillier depuis le début des années 1970. Il existe des versions en 18 langues distribuées dans 35 pays, entre autres Tutor Systems en Australie Nouvelle Zealand, Malaisie, et au Japon,, LÜK dans les pays germanophones, YUP en Turquie, LYCK en Suède ou ARCO au Venezuela.

## Utilisation
L'ensemble se compose d'un livret de tâches, d'un boîtier rouge plate avec de petites dépressions et d'un certain nombre de carreaux qui s'intègrent dans les dépressions et sont imprimés des deux côtés - sur le devant avec un numéro, sur le dos avec la partie d'un motif. L'objectif est de résoudre un ensemble de tâches à partir du livret des tâches et d'insérer les carreaux dans le boîtier en fonction des résultats. Le boîtier est ensuite fermée, retournée et rouverte - en comparant le motif au dos des carreaux et le dessin imprimé dans le livret, l'apprenant voit toute de suite si toutes les tâches ont été résolues correctement. Déjà dans la première année, plus de 15 000 boîtiers ont été vendus. Aujourd'hui environ 600 livrets différents sont disponibles et couvrent toutes les branches scolaires.
Veritech est souvent utilisé comme d'autres appareils d'auto-apprentissage classiques dans le cadre du travail individuel. Il est surtout utilisé dans les écoles maternelles et primaires, mais aussi dans les lycées et à l'université pour obtenir un succès d'apprentissage plus durable.

## Littérature
- Blumtritt, Ralf : Testbeispiel : Lernen mit LÜK. In: Schulpraxis 12/1992, p. 26.
- Fritz, Jürgen : Das LÜK-System. In: Lehrmittel aktuell 15/1989, p. 32-33.
- Janet M. Carrington : « The games biochemist play », Biochemical Education, vol. 6, no 4/1978, p. 80–81  (ISSN 1879-1468)
- Poulin, Monique : Véri/Tech, c’est véritablement bien. Lurelu, 73/1985, p. 19.
- Reich, K. (Hg.) : Werkstattunterricht. In: Methodenpool. In: url: http://methodenpool.uni-koeln.de
- Schatte, Stephanie : Möglichkeiten des Einsatzes von LÜK-Kästen - erprobt am Beispiel des Faches Englisch - im Zuge eines steigenden Individualisierungsanspruches von Lernen. Solingen, 2011: Landesprüfungsamt.